# Gosford Park
Gosford Park é um filme britânico de 2001, do gênero suspense, dirigido por Robert Altman e com roteiro escrito por ele e por Bob Balaban, baseado em uma história de Julian Fellowes. O filme, influenciado pelo clássico francês de Jean Renoir, A Regra do Jogo, acompanha um grupo de britânicos ricos, um produtor americano e seus empregados, que se reúnem para um fim de semana de filmagem em Gosford Park, uma casa de campo inglesa. Um assassinato ocorre após um jantar, e o filme prossegue apresentando a investigação subsequente sob a perspectiva dos empregados e convidados.
O filme é estrelado por um elenco que inclui Eileen Atkins, Bob Balaban, Alan Bates, Charles Dance, Stephen Fry, Michael Gambon, Richard E. Grant, Derek Jacobi, Kelly Macdonald, Helen Mirren, Jeremy Northam, Clive Owen, Ryan Phillippe, Maggie Smith, Kristin Scott Thomas e Emily Watson. O filme é uma coprodução internacional do Reino Unido, Estados Unidos e Itália.
O desenvolvimento de Gosford Park começou em 1999, quando Bob Balaban perguntou a Altman se eles poderiam desenvolver um filme juntos. Balaban sugeriu um romance policial no estilo de Agatha Christie e apresentou Altman a Julian Fellowes, com quem Balaban vinha trabalhando em outro projeto. O filme entrou em produção em março de 2001 e começou a ser filmado no Shepperton Studios com um orçamento de produção de US$ 19,8 milhões. Gosford Park estreou em 7 de novembro de 2001 no Festival Internacional de Cinema de Londres. Teve um lançamento limitado nos cinemas dos Estados Unidos em dezembro de 2001, antes de ser amplamente lançado em janeiro de 2002 pela USA Films. Foi lançado em fevereiro de 2002 no Reino Unido.
O filme foi um sucesso de bilheteria, arrecadando mais de US$ 87 milhões nos cinemas do mundo todo, tornando-se o segundo filme de maior sucesso de Altman, depois de M*A*S*H. Amplamente aclamado pela crítica, Gosford Park durante a 74.ª edição do Oscar, foi indicado a sete categorias: Melhor Filme, Melhor Diretor, Melhor Atriz Coadjuvante (Maggie Smith e Helen Mirren), Melhor Figurino, Melhor Direção de Arte e Melhor Roteiro Original, vencendo esta última; também foi indicado a nove prêmios da Academia Britânica de Cinema, ganhando dois.
A série de TV Downton Abbey – escrita e criada por Fellowes – foi originalmente planejada como um spin-off de Gosford Park, mas foi desenvolvida como uma propriedade independente inspirada no filme e ambientada no início do século XX (de 1912 a meados da década de 1920).

## Sinopse
Em novembro de 1932, Sir William McCordle e a sua mulher, Lady Sylvia, resolvem juntar, durante um fim-de-semana, um grupo de familiares e amigos em Gosford Park, uma magnífica casa de campo. O grupo não podia ser mais eclético, e entre os convivas estavam uma condessa, um herói da Primeira Guerra Mundial e um produtor cinematográfico estadunidense. Enquanto os convidados se divertem nas luxuosas instalações da casa, os criados juntam-se na cozinha e pelos corredores. Mas nem tudo é o que parece nesta suntuosa festa, e uma série de acontecimentos vão precipitar o encontro de classes, gerações e histórias pessoais, culminando num misterioso assassinato.

## Plot
Em 1932, Sir William McCordle, sua esposa, Lady Sylvia, e sua filha, Isobel, organizam uma caçada em sua propriedade rural, Gosford Park. Entre os convidados estão as irmãs de Sylvia, Louisa e Lavinia, e seus maridos, Lord Stockbridge e o Comandante Anthony Meredith; sua tia, Constance, Condessa de Trentham; os Honoráveis Freddie e Mabel Nesbitt; o ator Ivor Novello e o produtor de cinema americano Morris Weissman. Lord Rupert Standish e Jeremy Blond chegam mais tarde. 
A Sra. Wilson, a governanta, distribui os quartos dos criados visitantes e ouve Robert Parks, o criado de Lord Stockbridge, mencionar que foi criado em um orfanato. A chefe das criadas, Elsie, dá aulas particulares à inexperiente criada de Lady Trentham, Mary MacEachran.
Após o jantar, uma faca de trinchar de prata desaparece. Henry Denton, o criado de Weissman, desperta as suspeitas dos funcionários com perguntas intrusivas e um sotaque aparentemente escocês (que Mary, ela própria escocesa, percebe). Mais tarde naquela noite, Henry tem um encontro com Lady Sylvia. Isobel pede a Elsie que fale com Sir William sobre a contratação de Freddie, que está chantageando Isobel por causa do caso deles e do aborto da gravidez dela. Freddie maltrata Mabel, com quem se casou por dinheiro, mas superestimou sua riqueza. Lady Trentham confidencia a Mary que Sylvia e Louisa trocam cartas para decidir qual delas se casaria com Sir William.
Quando os homens saem para caçar, um tiro perdido atinge a orelha de Sir William. As damas juntam-se a elas para o almoço, e Sir William se retira do plano de negócios de Anthony, deixando-o financeiramente arruinado. Lady Sylvia informa sua tia Constance que Sir William pode suspender sua mesada.
Durante o jantar, Lady Sylvia repreende Sir William e Elsie vem em sua defesa, expondo inadvertidamente o caso. Após o jantar, Sir William se retira sozinho para seu escritório pelo resto da noite, onde a Sra. Wilson lhe traz café. Os convidados se reúnem na sala de estar enquanto Novello toca piano e canta, com os criados ouvindo do lado de fora; Freddie, Anthony, Robert e o lacaio George se afastam. Um homem, visível apenas pelas calças, calça galochas enlameadas deixadas por um dos atiradores. O homem entra na biblioteca com a faca de trinchar desaparecida e, encontrando Sir William aparentemente dormindo em sua cadeira, o esfaqueia no peito.
Após a descoberta do corpo, o atrapalhado Inspetor Thompson e o competente Policial Dexter chegam para investigar. Descobriu-se que Sir William foi envenenado antes de ser esfaqueado. A Sra. Croft, a cozinheira-chefe, conta à sua equipe sobre o histórico de Sir William de seduzir suas operárias; aquelas que engravidavam eram forçadas a entregar seus bebês para adoção ou perder o emprego. Isobel entrega um cheque a Freddie, que ele rasga com raiva ao ser confrontado por Mabel. O Inspetor Thompson libera os convidados sem entrevistar a maioria da equipe.
Mary deduz que o criado de Lorde Stockbridge é o assassino. Quando ela confronta Parks, ele revela que é filho ilegítimo de Sir William e que sua mãe era uma de suas operárias, que morreu logo depois que Sir William o entregou a um orfanato. Também fica claro que, como Parks não envenenou Sir William, ele já devia estar morto quando foi esfaqueado. Parks diz a Mary que está feliz por Sir William estar morto e que não se importa com quem foi o responsável.
Com a partida dos convidados e seus criados, Freddie, tendo fracassado seu plano de chantagem com Isobel, busca uma parceria com Anthony, cujo empreendimento comercial foi salvo pela morte de Sir William. Apesar de sua afeição por ela, o namoro de Rupert com Isobel é abruptamente interrompido quando ela ouve sua conversa com o Sr. Blond sobre os limites de sua herança.
Lady Trentham e Lady Sylvia discutem a longa rivalidade entre a Sra. Croft e a Sra. Wilson, e Lady Sylvia revela que o sobrenome da Sra. Wilson costumava ser Parks. Mary conversa com a Sra. Wilson, que admite que ela e a Sra. Croft são irmãs e que ambas tiveram filhos com Sir William enquanto trabalhavam na fábrica dele. A Sra. Croft ficou com o bebê e perdeu o emprego, embora a criança tenha morrido na infância, enquanto a Sra. Wilson desistiu de Robert (Parks). Percebendo que Parks era seu filho e que ele pretendia matar o pai, ela envenenou Sir William para garantir que seu único crime fosse esfaquear um cadáver. A Sra. Croft conforta a Sra. Wilson enquanto Mary se despede de Robert e os últimos convidados vão embora.

## Elenco
- Maggie Smith.... Constance, Condessa de Trentham
- Michael Gambon.... Sir William McCordle
- Kristin Scott Thomas.... Lady Sylvia
- Kelly Macdonald.... Mary Maceachran
- Camilla Rutherford.... Isabel
- Charles Dance.... Raymond, Lord Stockbridge
- Geraldine Somerville.... Louisa, Lady Stockbridge
- Tom Hollander.... Tenente Comandante Anthony Meredith
- Natasha Wightman.... Lady Lavinia Meredith
- Jeremy Northam.... Ivor Novello
- Bob Balaban.... Morris Weissman
- James Wilby.... Freddie Nesbitt
- Claudie Blakley.... Mabel Nesbitt
- Laurence Fox.... Lord Rupert Standish
- Trent Ford.... Jeremy Blond
- Ryan Phillippe.... Henry Denton

## Temas
O filme é um estudo do sistema de classes britânico durante a década de 1930; Stephen Fry, o inspetor Thompson no filme, diz que ele mostra a dependência da classe alta em relação a uma classe servil. Vários temas secundários também são explorados. Por exemplo, o filme dá uma olhada sutil nos costumes sexuais durante a década de 1930. Como se passa em 1932, entre as guerras mundiais, o impacto da Primeira Guerra Mundial é explorado no roteiro do filme. Ele menciona o declínio do Império Britânico e o sistema de nobreza. Escrevendo para o PopMatters, Cynthia Fuchs descreveu as aparências superficiais, em vez de relacionamentos interpessoais complexos, como um tema do filme.
O crítico do Salon.com, Steven Johnson, observa um renascimento do estilo de mistério da mansão, popularizado pelos escritos de Agatha Christie, no roteiro de Gosford Park. Ele o descreveu como uma mistura entre esse estilo literário e o do romance do século XIX. Bob Balaban, ator e produtor de Gosford Park, afirma que a ideia de criar um mistério de assassinato contado pelos criados da mansão foi interessante para ele e Altman.
Temas do filme foram retomados e integrados à série Downton Abbey por Julian Fellowes. Maggie Smith estrelou novamente em seu papel como uma condessa viúva, desta vez seu título não sendo Trentham, mas Grantham; a família é parente do Marquês (e não do Conde) de Flintshire.

## Produção

### Desenvolvimento e escrita
Em 1999, Bob Balaban perguntou a Robert Altman se havia algo que eles poderiam desenvolver juntos, e Altman sugeriu um policial. Altman queria criar um mistério de assassinato em uma casa de campo semelhante ao de Agatha Christie, que explorasse esse modo de vida; ele chamou o filme de uma "situação clássica: todos os suspeitos sob o mesmo teto". Altman também se inspirou nos filmes dos anos 1930 The Rules of the Game e Charlie Chan em Londres. Altman escolheu o ator e escritor britânico Julian Fellowes para escrever o roteiro, porque Fellowes sabia como as casas de campo funcionavam. Fellowes, que nunca havia escrito um longa-metragem antes, recebeu um telefonema de Altman, que lhe pediu para criar alguns personagens e histórias. Fellowes recebeu um breve esboço do filme: seria "ambientado em uma casa de campo nos anos 30 e teria um assassinato em algum lugar, mas seria realmente um exame de classe". Altman também queria que o filme explorasse os três grupos de pessoas: a família, os convidados e os empregados. Sobre a ligação, Fellowes disse: "Durante todo o filme, pensei que isso não poderia estar acontecendo - um ator gordo e careca de 50 anos recebe um telefonema de um diretor de cinema americano - mas trabalhei como se isso fosse acontecer".
O título original do filme era O Outro Lado da Tapeçaria, mas Altman o achou estranho. Fellowes começou a folhear alguns livros e pensou em Gosford Park. Altman disse: "Ninguém gostou, todos brigaram comigo por causa disso. Mas quando você faz um filme usando um nome, esse é o nome. Não é um título cativante. Mas M*A*S*H também não era."
Fellowes afirma que o roteiro "não foi uma homenagem a Agatha Christie, mas uma releitura do gênero". Fellowes foi creditado não apenas como roteirista do filme, mas também como consultor técnico, o que significa que ele escreveu trechos do filme enquanto ele era produzido. Ele observa que, em certas cenas grandes com muitos personagens, os atores tiveram espaço para improvisar.
Arthur Inch, o mordomo aposentado de Sir Richard e Lady Kleinwort, era o consultor sobre os procedimentos e arranjos corretos para as refeições no set. Inch é creditado como "Mordomo" imediatamente antes de Altman como Diretor nos créditos finais. Ruth Mott era a consultora da cozinha, e Violet Liddle das criadas.

### Elenco
Em Gosford Park, como em muitos de seus outros filmes, Altman tinha uma lista de atores que pretendia que aparecessem no filme antes de ser escalado formalmente. A diretora de elenco do filme era Mary Selway, que o produtor David Levy descreveu como conhecedora de muitos atores britânicos. Pouquíssimos atores que receberam ofertas de papéis não acabaram no filme. Jude Law desistiu da produção pouco antes do início das filmagens e foi substituído por Ryan Phillippe. Kenneth Branagh e Robert Bathurst estavam presos por conflitos de agenda. Alan Rickman, Joely Richardson e Judi Dench também foram considerados para papéis no filme. O elenco é notável por apresentar dois cavaleiros (Michael Gambon e Derek Jacobi) e duas damas (Eileen Atkins e Maggie Smith). Alan Bates e Stephen Fry seriam posteriormente condecorados cavaleiros e Helen Mirren e Kristin Scott Thomas foram condecoradas damas.

### Filmagens e edição
As filmagens foram realizadas em Wrotham Park, uma casa de campo ao norte de Londres, para os exteriores, escada, sala de jantar e sala de estar, e Syon House no oeste de Londres para os quartos do andar de cima. A sequência de abertura do lado de fora da casa de Lady Trentham foi filmada em Hall Barn, perto de Beaconsfield, Buckinghamshire, cujos jardins também foram usados como cenário para o almoço após as filmagens. Estúdios de som foram construídos para filmar as cenas da área do andar de baixo da mansão. O Shepperton Studios foi usado para filmagens fora do local. As filmagens começaram em 19 de março de 2001. Durante a produção, Stephen Frears atuou como diretor reserva, pronto para substituir Altman caso ele ficasse incapacitado, para que o filme recebesse seguro.
O filme foi filmado com duas câmeras, ambas se movendo perpetuamente em direções opostas. As câmeras não apontavam para nenhuma área específica, com a intenção de fazer com que o público movesse os olhos ao longo da cena. Altman observa que a maior parte do elenco do filme tinha experiência em teatro e cinema, o que significa que atuaram em situações em que o olhar do público não estava voltado para um ator específico, e cada membro da plateia via uma imagem ligeiramente diferente dos atores no palco. Richard E. Grant comentou que ter duas câmeras se movendo ao mesmo tempo significava que nenhum dos atores sabia quando as câmeras estavam focadas neles. Como resultado, os atores tinham que permanecer "completamente no personagem, completamente no momento, e interagir com todos de uma forma que parecesse o mais próximo possível da vida real". Andrew Dunn, o diretor de fotografia do filme, apreciou a natureza cooperativa do processo de filmagem de Gosford Park. Ele filmou em filme Kodak Vision Expression 500T, geralmente com duas câmeras Panavision, usando iluminação que varia de velas relativamente fracas a lâmpadas de iodeto de arco médio de hidrargiro brilhantes. O editor Tim Squyres descreveu o processo de edição em Gosford Park como incomum, já que as câmeras duplas usadas geralmente estavam localizadas nas mesmas áreas durante as filmagens, em vez do método mais padrão de configurar uma cena diretamente.

## Lançamento

### Premiere e lançamento nos cinemas
Gosford Park estreou em 7 de novembro de 2001 no Festival de Cinema de Londres. O filme então recebeu um lançamento limitado nos cinemas dos Estados Unidos em 26 de dezembro de 2001, antes de ser amplamente lançado em janeiro de 2002 pela USA Films. Foi lançado em 1 de fevereiro de 2002 no Reino Unido.

## Recepção

### Bilheteria
Em seu fim de semana de estreia de lançamento limitado, o filme arrecadou US$ 241.219, alcançando a 23ª posição nas bilheterias naquele fim de semana. Em seu lançamento amplo, arrecadou US$ 3.395.759; ao final de sua exibição em 6 de junho de 2002, Gosford Park arrecadou US$ 41.308.615 nas bilheterias nacionais e um total mundial de US$ 87.754.044. Com esse total final, Gosford Park se tornou o segundo filme de maior sucesso de Altman nas bilheterias, depois de seu filme de 1970, M*A*S*H.

### Crítica
O agregador de críticas Rotten Tomatoes relata que 87% dos 165 críticos deram ao filme uma crítica positiva, com uma classificação média de 7,6/10. O consenso dos críticos do site diz: "Uma mistura de Upstairs, Downstairs; Clue; e comentários sociais perspicazes, Gosford Park está entre os melhores do diretor Altman." O Metacritic atribuiu ao filme uma pontuação média ponderada de 90 em 100, com base em 34 críticos, indicando "aclamação universal".

## Principais prêmios
Foi vencedor do Oscar, na categoria de melhor roteiro original; do BAFTA, nas categorias de melhor filme britânico e melhor figurino; e do Globo de Ouro, na categoria de melhor diretor de cinema, entre outros inúmeros prêmios e indicações.